# Kandlein av Regensburg
Kandlein av Regensburg, död 1358, var en judisk affärsidkare och samhällsledare.   
Hon var gift med en förmögen pengautlånare i Regensburg, och tog över verksamheten vid sin makes död 1356. Hon drev en ledande bankverksamhet i Regensburg. Med godkännande från stadsrådet blev hon en av ledarna för stadens judiska koloni och skötte dess angelägenheter, så som bosättningstillstånd och skatteindrivning hos stadens judar. Hennes son omtalades som "Yoslein, son till Kandlein".  Hon blev enligt uppgift mördad tidigast 8 oktober 1358. 